# Эрже
Эрже́ (фр. Hergé; настоящее имя — Жорж Проспер Реми (фр. Georges Prosper Remi); 22 мая 1907, Эттербек — 3 марта 1983, Волюве-Сен-Ламбер) — бельгийский художник комиксов, получивший всемирную известность своими альбомами о приключениях молодого журналиста Тинтина (фр. Tintin), которые до нашего времени расходятся миллионными тиражами во всём мире.
Первооткрыватель техники «чистой линии», которая нашла дальнейшее применение у мастеров поп-арта. Псевдоним Эрже возник как перевёрнутый акроним «Р. Ж.» от «Реми Жорж». Офицер бельгийского ордена Короны (1978).

## Жизнь и творчество

### Детство и юность
Настоящее имя Эрже — Жорж Реми. Он родился 22 мая 1907 года в городе Эттербеек, Брабант (ныне часть Брюссельского столичного региона). Отец — Алексис Реми, скромный служащий; мать, Элизабет Реми — домохозяйка. В 1920 году его отдали в католический коллеж Св. Бонифация. Пристрастие к рисованию побуждало его делать многочисленные зарисовки в школьных тетрадях, причём нередко картинки сопровождались «bulles» (филактерами), где размещались реплики персонажей (в начале XX века этот характерный в дальнейшем для языка комиксов приём ещё никем не использовался). В 2007 году самая первая выполненная им серия была обнаружена на стене колледжа, где учился Жорж. Он очень любил кинематограф, в особенности комедии с участием Чарли Чаплина и Бастера Китона; возможно, именно гэги из этих фильмов оказали влияние на его творчество. В детстве Жорж принимал участие в походах скаутов, и скаутские идеалы оказали в какой-то степени влияние на его дальнейшее развитие. С 1924 года Жорж стал подписывать свои рисунки, публиковавшиеся на страницах журнала «Бельгийский бойскаут», инициалами «R. G.». Здесь же была опубликована и его первая рисованная серия «Приключения Тотора».

### Путь к «Тинтину»
С 19 лет Эрже начинает рисовать для газеты «Vingtième Siècle» («Двадцатый век»), владельцем которой был националист и антикоммунист аббат Норбер Валле. Скоро Эрже поручают редактировать воскресное литературно-художественное приложение к газете, а в ноябре 1928 года — новое, адресованное детской аудитории приложение вечернего издания — «Le Petit Vingtième» («Двадцатый век для детей»). Наряду с уже упоминавшимися «Приключениями Тотора» с 10 января 1929 года здесь начинает печататься цикл комиксов о молодом репортёре Тинтине, который и принёс Эрже мировую славу. Есть определённое сходство между Эрже и его любимым героем. Между тем первое редакционное задание заставило Тинтина отправиться в Советскую Россию, где Эрже ни разу не бывал.
Цикл «Тинтин в стране Советов» печатался на страницах журнала до 8 мая 1930 года; успех был безоговорочным, хотя в дальнейшем отношение автора к этой работе изменилось. После России Тинтин и его пёс Милу отправляются в Конго (цикл «Тинтин в Конго», в этом цикле ощущается влияние книги Андре Жида «Путешествие в Конго»), затем в Чикаго (цикл «Тинтин в Америке»), где впервые появляются Дюпон и Дюпонн. В 1932 году журнал начинает печатать приключения Тинтина в странах Востока: Порт-Саид, Суэц, Бомбей, Коломбо, Цейлон, Сингапур, Гонконг, Шанхай. Все они собраны в альбоме «Сигары фараона», опубликованном издательством «Кастерман», которое владеет эксклюзивными правами на сагу о Тинтине.

### Прочие циклы
Творчество Эрже не ограничивается «Тинтином». Из-под пера художника выходят всё новые персонажи: Квик и Флюпке; Пополь и Виржини (их имена звучат пародией на имена героев знаменитой повести Бернардена де Сен-Пьера); Джо, Зетт и Жоко. Однако именно благодаря Тинтину Эрже приобретает невероятную популярность у себя на родине, а затем и во всём мире.

### Дружба с Чаном
В 1934 году Эрже познакомился, а затем подружился с китайским студентом, прослушавшим курс в Королевской академии изящных искусств в Брюсселе. Его звали Чан Чунжэнь. Создалась парадоксальная ситуация: получивший художественное образование Чан стал учиться работать в технике комикса у самоучки Эрже. Однако год спустя Чану приходится вернуться на родину; Эрже болезненно переживает разлуку (их новая встреча состоялась только в 1981 году). Под впечатлением дружбы с Чаном Эрже создает цикл «Приключения Тинтина на Дальнем Востоке», однако слишком длинное название пришлось заменить на более короткое: «Голубой лотос» («Le lotus bleu»).

### 1930-е годы
Эрже продолжает работу над Тинтином и пишет альбом «Сломанное ухо», где героя заносит в Южную Америку. Также Эрже пишет альбом «Чёрный остров», где действие происходит в Шотландии. Под влиянием австрийского аншлюса был написан «Скипетр Оттокара», где Эрже создаёт вымышленные государства Сильдавия и Бордурия. Народ Сильдавии говорит на созданным Эрже языке.

### Военные годы
Во время оккупации Бельгии нацистами, в мае 1940 года «Vingtième Siècle» прекратил своё существование, но Эрже предложили работать в другом издании — «Le Soir» («Вечерняя газета»). С октября 1940 года он руководил приложением для детей под названием «Le Soir-Jeunesse», выпустил альбом «Краб с золотыми клешнями», в котором впервые появляется капитан Хэддок, один из главных героев серии. Эрже пишет дилогию «Секрет "Единорога"» и «Сокровище Красного Ракхама», положенную в основу фильма Стивена Спилберга «Приключения Тинтина: Тайна "Единорога"». Также Эрже пишет окрашенную в апокалиптические тона и вызвавшую упрёки в антисемитизме «Загадочную звезду». С 1943 года Эрже работал совместно с художником Эдгаром Жакобом.

### Послевоенные трудности
«Раскадровки получались у Эрже сами собой, он так мыслил! Но главным компонентом в творчестве для него всё-таки был сюжет. Его истории — что-то невероятное: он никогда не пользовался сюжетным поворотом только для того, чтобы рассмешить, удивить или развлечь. Каждый элемент работал на развитие интриги. Мне Эрже больше напоминает не художника, рисующего раскадровки, а идеального сценариста. Однако сценариста с уникальным кинематографическим мышлением — карандаш в его руке был более действенным инструментом, чем у иного режиссёра кинокамера! Поэтому первой моей мыслью после прочтения комиксов было восхищение: «Он не поставляет сырьё для режиссёров, он сам — прирожденный режиссёр». Мы с Питером [Джексоном] чувствовали себя карликами, забравшимися на плечи к гиганту».
В сентябре 1944 года, после того как немецкие войска оставили Брюссель, Эрже арестовали за коллаборационизм. Ряд изданий печатает издевательские пародии на «Тинтина», где герой Эрже оказывается среди нацистов. Между тем во многих его работах, последовавших за крайне антикоммунистическим «Тинтином в стране Советов», прослеживается критическое отношение к империализму, милитаризму и фашизму. Только в мае 1946 года все обвинения были сняты, и художник получил возможность устроиться на работу. 26 сентября 1946 года вышел в свет первый номер журнала «Тинтин» (Эрже стал его художественным директором); за несколько лет тираж журнала в Бельгии вырос до 60 000 экземпляров. Возобновляется работа над прерванным ранее дилогией «Семь хрустальных шаров» и «Тинтин и храм Солнца».
Однако, несмотря на громкий успех, в мае 1947 года Эрже приходится расстаться с помогавшим ему Джекобсом; художник страдает от депрессии и всерьёз подумывает об эмиграции в Аргентину, но его планы рушатся. Эрже продолжает работу над Тинтином и в 1950 году выпускает ранее заброшенный альбом «Тинтин в стране чёрного золота». В 1956 году он выпускает альбом «Дело Турнесоля» («L’Affaire Tournesol»), который в профессиональном отношении иногда называют вершиной его творчества.
В 1956 году Эрже знакомится с художницей Фанни Вламинк; пять месяцев спустя между ними возникает роман. (После его смерти Фанни организует фонд Эрже и получает авторские права на работы художника). В сентябре 1958 года начинает печататься цикл «Тинтин в Тибете», отчасти навеянный популярными в те годы рассказами о снежном человеке, но в это время у Эрже обостряется депрессия; выход в свет «самого интимного и волнующего из его альбомов» совпал с расставанием с первой женой, Жермен.

### Кончина Эрже
В 1960-е годы серьёзную конкуренцию Эрже начинают составлять «Счастливчик Люк», «Астерикс», «Корто Мальтез» и другие европейские комиксы. Однако популярности Тинтина это не вредит: тираж альбомов Эрже, выпущенных издательством «Кастерман», превышает миллион экземпляров. Художник постоянно работает над усовершенствованием старых альбомов, однако не желает модернизировать «Тинтина в стране Советов», считая его ошибкой молодости.
В 1983 году Эрже умирает от лейкемии, не успев окончить свой последний альбом — «Тинтин и Альфа-Арт».

### Экранизации
В 1960-е годы было снято два фильма о приключениях Тинтина: «Тайна золотого руна» («Lе mystère de la toison d’or») и «Голубые апельсины» («Les oranges bleues»), а также полнометражный мультфильм «Тинтин и храм Солнца» («Tintin et le temple du Soleil»), что повысило популярность персонажей у себя на родине. В 1972 году был снят ещё один полнометражный мультфильм, «Тинтин и акулье озеро» («Tintin et le lac au requin»). В 1991 году совместными усилиями Франции и Канады был выпущен телесериал, вмещающий в себя все приключения Тинтина, кроме двух альбомов — «Тинтин в стране Советов» и «Тинтин в Конго» («Tintin au Congo»). Были также осуществлены радиопостановки и мюзиклы по мотивам альбома «Тинтин в Тибете».
Ещё в 1983 году Стивен Спилберг, который является страстным поклонником «Приключений Тинтина», вступил в длительные переговоры с Эрже по поводу экранизации одного из альбомов художника. Эрже, оценивший по достоинству как фильмы всемирно известного к тому времени режиссёра, так и его искреннюю увлечённость «Тинтином», по многим пунктам был готов пойти навстречу Спилбергу. Однако в конце концов «драконовские» условия Спилберга заставили художника отказаться от экранизации. После кончины Эрже Спилберг осуществил свою давнюю мечту и выпустил фильм «Приключения Тинтина: Тайна единорога», в котором использована технология захвата движения.

## Память

### Тинтин — символ Брюсселя
На сегодняшний день Тинтин — один из самых популярных персонажей комиксов в мире. В Бельгии он стоит на первом месте самых популярных вымышленных персонажей, и с 2001 года Тинтин и его фокстерьер Милу — официальные символы города Брюсселя.

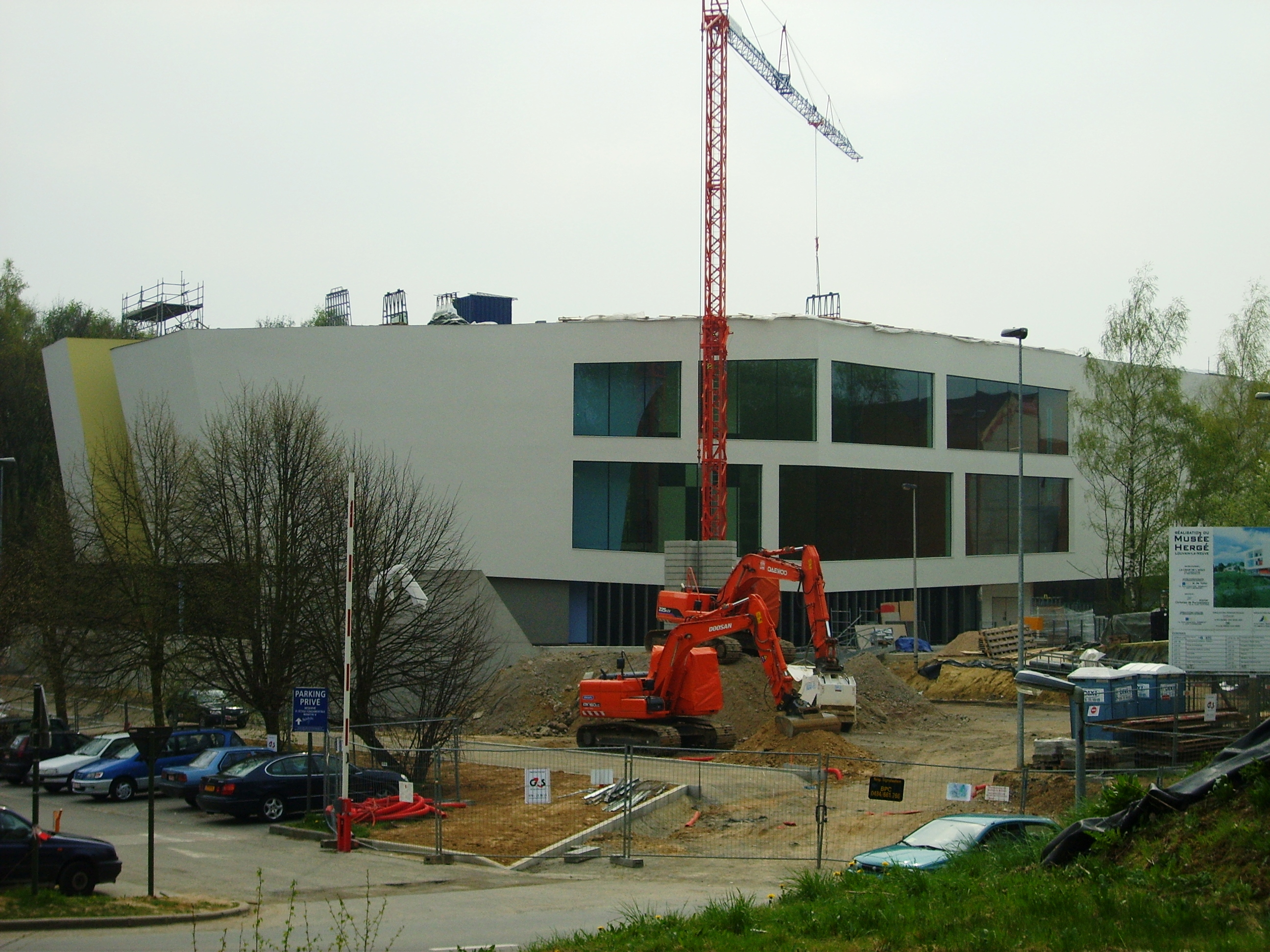
Музей Эрже в Лувен-ла-Нёве

В городе Луван-ля-Нёв находится посвящённый Эрже музей. Фрески с изображением Тинтина и других персонажей комикса можно увидеть на одной из станций брюссельского метро.
Тинтин и Милу известны во всём мире и переведены на более чем 50 языков. Существует много версий о причине популярности персонажей, которая не спадает уже свыше 8 десятилетий. С одной стороны, почти все альбомы Эрже пронизаны добротой, уважением к чужой культуре, человечностью, и тонким юмором. С другой стороны, Эрже был хорошо осведомлён о политических, технических и культурных движениях своего времени и нередко прибегал к политическим аллюзиям — например, в альбоме «Скипетр короля Оттокара» («Le Sceptre d’Ottokar») внимательный читатель может увидеть критику насильственного присоединения Австрии к Германии в 1930-е годы. Персонажи Эрже «предвидели» такие научные открытия, как лёд на луне.
Бельгийцы в честь героя комикса возводят памятник в одном из парков Брюсселя, а на 75 день рождения Брюссельское астрономическое сообщество называет небольшую планету в его честь.

### Тинтин в России
В СССР комикс не печатался, так как Эрже считался приверженцем антисоветских, антикоммунистических, проколониальных политических взглядов, а также из-за своего коллаборационизма в годы Второй мировой войны (хотя он и не симпатизировал нацизму).
Первый альбом Тинтина был переведён на русский язык лишь в 1993 году.

## Интерпретация работ
«Эрже так же повлиял на моё творчество, как и Уолт Дисней. Для меня Эрже больше чем автор комиксов».
В глазах современного человека ранние работы Эрже отличаются отсутствием политкорректности. В первом альбоме «Тинтин в стране Советов» юный репортёр отправляется в Советский Союз, причём советский быт 1920-х годов обрисован в самых мрачных красках. Некоторые читатели даже приписали этой антиутопии профашистские тенденции.
Во втором альбоме «Тинтин в Конго» есть сцены, где демонстрируется жестокость по отношению к диким животным, а также пренебрежительное отношение к туземному населению Конго, которое в то время являлось колонией Бельгии.
Во время Второй мировой войны, а также после того, как он подвергся жёсткой критике, Эрже пересмотрел свои взгляды, и с тех пор показанное в его работах мировоззрение отличается человечностью и уважением к чужим культурам.
В ранних американских версиях комиксов и в мультфильмах «взрослые» элементы комиксов Эрже (например, Тинтин и Милу, хлещущие виски прямо из бутылки) подвергались цензурированию.

## Выставка в Гран-Пале
С 28 сентября 2016 по 15 января 2017 года в парижском Гран-Пале проходила выставка, на которой было представлено творчество Эрже. Посетители выставки, которая занимала десять залов, могли ознакомиться не только с историей цикла «Тинтин», но и с менее известными персонажами художника, а также с влиянием Эрже на развитие комикса.

## Документальные фильмы
- 2014 — В Квебеке с Тинтином / Au Québec avec Tintin (режиссёр Жан-Филипп Дюваль / Jean-Philippe Duval, Бенуа Годбу / Benoit Godbout)
- 2016 — Эрже, в тени Тинтина / Hergé à l'ombre de Tintin (режиссёр Юг Нанси / Hugues Nancy)